# Samuel Goudsmit

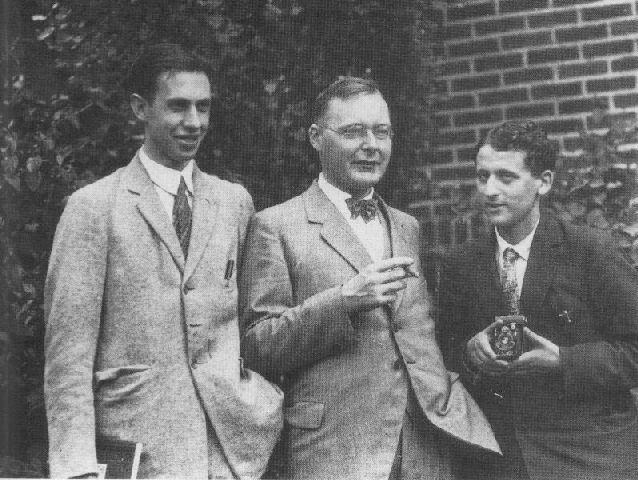
George Uhlenbeck, Hendrik Kramers i Samuel Goudsmit w 1928 roku w Ann Arbor

Samuel Abraham Goudsmit (ur. 11 lipca 1902 w Hadze, zm. 4 grudnia 1978 w Reno) – holenderski fizyk-teoretyk, odkrywca spinu elektronu (z Georgiem Uhlebeckiem).

## Życiorys
Urodził się w rodzinie żydowskiej (jego rodzice zginęli w czasie II wojny światowej w obozie koncentracyjnym). Studiował na Uniwersytecie w Lejdzie, gdzie był uczniem Paula Ehrenfesta. Pierwszy artykuł naukowy opublikował już w 1921 w piśmie Die Naturwissenschaften. W 1925 razem z Georgiem Uhlenbeckiem odkrył, że elektronowi można przypisać dodatkową cechę (poza masą i energią), tj. tzw. spin. W swoich badaniach zajmował się przede wszystkim spektroskopią. W 1927 obronił pracę doktorską i w tym samym roku przyjął razem z Uhlenbeckiem propozycję pracy na Uniwersytecie Michigan.
Na Uniwersytecie Michigan prowadził m.in. badania nad tzw. strukturą nadsubtelną (wraz ze swoim uczniem Robertem Bacherem) oraz Linusem Paulingiem), pod koniec lat 30. zajmował się także badaniami nad neutronem. Po wybuchu II wojny światowej pracował najpierw na Uniwersytecie Harvarda, a od 1941 w Radiation Laboratory (tzw. Rad Lab), wchodzącym w skład Massachusetts Institute of Technology. W maju 1944 został naukowym szefem tzw. Operacji Alsos i w tym charakterze przyjechał do Europy, aby ustalić stopień zaawansowania niemieckich fizyków w budowie bomby atomowej. Misji tej poświęcił książkę Alsos (wyd. 1947).
Po zakończeniu wojny podjął pracę na Northwestern University, a w 1948 został szefem Katedry Fizyki w nowo utworzonym Brookhaven National Laboratory. Katedrą kierował do 1960, a pracował tam do 1970. Od 1975 do śmierci pracował jeszcze jako visiting professor na University of Nevada.
Równocześnie od 1951 był razem z Simonem Pasternackiem redaktorem naczelnym pism Physical Review i Reviews of Modern Physics. Był także jednym z pomysłodawców pisma i redaktorem naczelnym Physical Review Letters (wydawanego od 1958). W 1975 odszedł na emeryturę, ale do śmierci kierował jeszcze Physical Reviev Letters.
Od 1939 był członkiem korespondentem Królewskiej Holenderskiej Akademii Sztuk i Nauk (zrezygnował z członkostwa w 1940, ponownie został członkiem w 1950), od 1948 był członkiem National Academy of Sciences, należał także do American Academy of Arts and Sciences, American Physical Society, American Nuclear Society i American Philosophical Society.

## Nagrody i odznaczenia
- Medal Wolności (1946)
- Order Imperium Brytyjskiego (1947)
- Medal Maxa Plancka (1964)
- National Medal of Science (1976)
- Komandoria Orderu Oranje-Nassau (1977)